# Get Weird
Pour les articles homonymes, voir Get Weird.
Albums de Little Mix
Salute
(2013) Glory Days
(2016)
Singles
- Black Magic : sorti le 21 mai 2015
- Love Me Like You : sorti le 25 septembre 2015
- Secret Love Song : sorti le 3 février 2016
- Hair : sorti le 15 avril 2016

Get Weird est le troisième album du groupe féminin britannique Little Mix, sorti le 6 novembre 2015, sous les labels Syco Music et Columbia Records. Le groupe travaille sur un album avant qu'il ne soit abandonné en 2014, seuls quelques titres ayant été retenus pour la version finale. Il est accompagné de quatre singles, dont Black Magic, Love Me Like You, Secret Love Song avec le chanteur américain Jason Derulo, et Hair avec le chanteur jamaïcain Sean Paul. Une édition Deluxe est sortie plus tard, avec quatre nouveaux titres, tandis que l'édition japonaise de l'album comprend une collaboration avec le groupe japonais Flower. 
Musicalement, l'album conserve le son pop et R&B des précédents albums du groupe, tout en incorporant des éléments de synth pop, de dance pop rock, de pop adolescente, des années 80 et 90. Il reçoit un accueil globalement positif de la part des critiques, qui le décrivent comme l'album le plus enthousiasmant à ce jour, Rolling Stone le classant comme l'un des meilleurs albums pop de l'année 2015.  
Les sujets abordés sont plus matures avec des paroles qui abordent toutes sortes de sujets tels que le féminisme, l'amour de soi, les relations sexuelles, les ruptures, les amitiés et l'indépendance. 

## Contexte
En 2014, le groupe est en tournée en Europe et prévoit de continuer la tournée en Amérique. Cependant, les dates de la tournée américaine sont annulées en raison d'enregistrement de leur prochain album. En 2021, le groupe révèle avoir déjà enregistré suffisamment de pistes pour un album complet en 2014, mais abandonne toutes les chansons sauf trois, estimant que la qualité du matériel est insuffisante pour une sortie. Le groupe s'est mis la pression pour faire un bon troisième album, mais pense que sa décision d'abandonner les sessions originales aurait pu être un motif de rupture de contrat par le label Syco.
Lors de la cérémonie des Brit Awards 2015, le groupe confirme que leur troisième album est terminé, le décrivant comme « ayant un nouveau son » et prévoyant une sortie dans l'année. En mai 2015, le groupe dévoile Black Magic. 
Peu avant la sortie de l'album, il est révélé que le quatuor soit contraint de modifier le contenu des paroles de certaines de leurs chansons, notamment pour Love Me Like You et A.D.I.D.A.S., qui contiennent toutes deux des thèmes sexuels.

## Promotion
Little Mix interprète Black Magic lors du Capital's Summertime Ball au stade de Wembley le 6 juin 2015 et également lors de la 15e cérémonie des Teen Choice Awards le 16 août 2015,.

## Tournée
The Get Weird Tour est la troisième tournée du groupe afin de promouvoir leur troisième album. La tournée débute le 13 mars 2016 à Cardiff, Pays de Galles et se termine le 2 juillet à Belfast, Irlande du Nord,.

## Accueil critique
L'album reçoit un accueil globalement positif de la part des critiques musicaux. AllMusic décrit l'album comme étant « entraînant et captivant » et déclare : « Il y a une énergie cinétique dans de nombreux morceaux qui rappelle la dance-pop des années 80 de groupes comme Yello croisée avec la soul et Blues de Robert Palmer » et conclut « en fin de compte, la synergie stylée de Little Mix, qui mélange les décennies, fonctionne, et Get Weird finit par être très amusant ». NME note que « la personnalité et les voix puissantes du groupe illuminent l'album, une collection remplie d'accroches et d'esprit d'une pop sans complaisance. À l'exception d'une ballade mélancolique appelée Lightning, ce troisième album impressionnant ne se montre jamais aussi inventif que, par exemple, Girls Aloud à leur apogée... Ce n'est peut-être pas si bizarre que ça, mais à ce stade, on vous pardonnera de penser que les Little Mix sont plus cool que vous ne le pensiez ».

## Liste de chansons
| Get Weird - Expanded Edition | Get Weird - Expanded Edition          | Get Weird - Expanded Edition | Get Weird - Expanded Edition | Get Weird - Expanded Edition | Get Weird - Expanded Edition | Get Weird - Expanded Edition | Get Weird - Expanded Edition | Get Weird - Expanded Edition | Get Weird - Expanded Edition |
| No                           | Titre                                 | Auteur | producteurs                  | Durée                        |                              |                              |                              |                              |                              |
| ---------------------------- | ------------------------------------- | --- | ---------------------------- | ---------------------------- | ---------------------------- | ---------------------------- | ---------------------------- | ---------------------------- | ---------------------------- |
| 1.                           | Black Magic                           | - Edvard Førre Erfjord - Henrik Michelsen - Camille Purcell - Ed Drewett                                                             | - Electric - Matt Rad        | 3:31                         |                              |                              |                              |                              |                              |
| 2.                           | Love Me Like You                      | - Steve Mac - Iain James - Purcell - James Newman                                                                                    | Mac                          | 3:17                         |                              |                              |                              |                              |                              |
| 3.                           | Weird People                          | - Erfjord - Michelsen - Purcell - Drewett                                                                                            | - Electric - Rad             | 3:31                         |                              |                              |                              |                              |                              |
| 4.                           | Secret Love Song (ft. Jason Derulo)   | - Jez Ashurst - Emma Rohan - Rachel Furner - Jason Derulo                                                                            | Jayson DeZuzio               | 4:09                         |                              |                              |                              |                              |                              |
| 5.                           | Hair                                  | - Erfjord - Michelsen - Anita Blay - James - Purcell                                                                                 | Electric                     | 3:29                         |                              |                              |                              |                              |                              |
| 6.                           | Grown                                 | - Erfjord - Michelsen - Jess Glynne - Jin Jin - Purcell - Perrie Edwards - Jesy Nelson - Leigh-Anne Pinnock - Jade Thirlwall         | Electric                     | 2:36                         |                              |                              |                              |                              |                              |
| 7.                           | I Love You                            | - TMS - Purcell - Edwards - Nelson - Pinnock - Thirlwall                                                                             | TMS                          | 4:09                         |                              |                              |                              |                              |                              |
| 8.                           | OMG                                   | - Nick Monson - Maegan Cottone - Mike Orabiyi - Jon Mills - Kurtis McKenzie - Edwards - Nelson - Pinnock - Thirlwall                 | Monson                       | 3:23                         |                              |                              |                              |                              |                              |
| 9.                           | Lightning                             | - TroyBoi - Cottone - Edwards - Nelson - Pinnock - Thirlwall                                                                         | TroyBoi                      | 5:12                         |                              |                              |                              |                              |                              |
| 10.                          | A.D.I.D.A.S.                          | - Cottone - Nathan Duvall - Kiris Houston - Pinnock - Thirlwall - Drake - Noah Shebib - Majid Jordan - Jordan Ullman - Paul Jeffries | - Duvall - Houston           | 3:22                         |                              |                              |                              |                              |                              |
| 11.                          | Love Me or Leave Me                   | - Rad - Julia Michaels - Shane Stevens                                                                                               | Rad                          | 3:26                         |                              |                              |                              |                              |                              |
| 12.                          | The End                               | Purcell | - Joe Kearns - Purcell       | 2:12                         |                              |                              |                              |                              |                              |
| 13.                          | I Won't                               | - TMS - Glynne - Edwards - Nelson - Pinnock - Thirlwall                                                                              | *TMS                         | 3:17                         |                              |                              |                              |                              |                              |
| 14.                          | Secret Love Song, Pt. II              | - Ashurst - Rohan - Furner | Ashurst                      | 4:26                         |                              |                              |                              |                              |                              |
| 15.                          | Clued Up                              | - Edwards - Nelson - Pinnock - Thirlwall - Kohn - Barnes - Kelleher - Jessie J                                                       | TMS                          | 4:06                         |                              |                              |                              |                              |                              |
| 16.                          | The Beginning                         | Purcell | - Purcell - Kearns           | 1:33                         |                              |                              |                              |                              |                              |
| 17.                          | Hair (ft. Sean Paul)                  | - Sean Paul - Erfjord - Michelsen - Blay - James - Purcell                                                                           | Electric                     | 3:55                         |                              |                              |                              |                              |                              |
| 18.                          | Hair (Wideboys remix) (ft. Sean Paul) | - Sean Paul - Erfjord - Michelsen - Blay - James - Purcell                                                                           | Electric                     | 3:48                         |                              |                              |                              |                              |                              |
| 63:00                        |                                       | |                              |                              |                              |                              |                              |                              |                              |

## Classement
| Classement (2015)             | position |
| ----------------------------- | -------- |
| Australie (ARIA)              | 2        |
| Autriche (Ö3 Austria Top 40)  | 16       |
| Belgique (Flandre Ultratop)   | 15       |
| Belgique (Wallonie Ultratop)  | 54       |
| Canada (Canadian Albums)      | 12       |
| Danemark (Tracklisten)        | 15       |
| Pays-Bas (Mega Album Top 100) | 9        |
| France (SNEP)                 | 47       |
| Allemagne (Media Control AG)  | 29       |
| Irlande (IRMA)                | 1        |
| Italie (FIMI)                 | 20       |
| Japon (Oricon)                | 35       |
| Nouvelle-Zélande (RIANZ)      | 8        |
| Norvège (VG-lista)            | 28       |
| Portugal (AFP)                | 12       |
| Écosse (OCC)                  | 2        |
| Espagne (Promusicae)          | 15       |
| Suède (Sverigetopplistan)     | 13       |
| Suisse (Schweizer Hitparade)  | 18       |
| Royaume-Uni (UK Albums Chart) | 2        |

## Certifications
| Région | Certification | Ventes/Streams |
| --- | ------------- | -------------- |
| Australie (ARIA) | Or            | 35 000^        |
| Brésil (ABPD) | Platine       | 40 000*        |
| Danemark (IFPI) | Platine       | 20 000^        |
| Mexique (AMPFV) | Or            | 30 000^        |
| Royaume-Uni (BPI) | 3 × Platine   | 300 000^       |
| *Ventes selon la certification ^Mise en rayon selon la certification xNon précisé par la certification ‡ventes/streaming selon la certification |               |                |